# باشگاه فوتبال اولد اتونیانس
باشگاه فوتبال اولد اتونیانس یک باشگاه فوتبال انگلیسی است که بازیکنان آن فارغ‌التحصیلان کالج ایتن در اتون، بارکشر هستند.
پس از عضویت در اتحادیه فوتبال و بازی در چندین دوره از جام حذفی، اولد اتونیانس در حال حاضر در لیگ برتر، بالاترین سطح لیگ آرتورین بازی می‌کند.

## تاریخچه

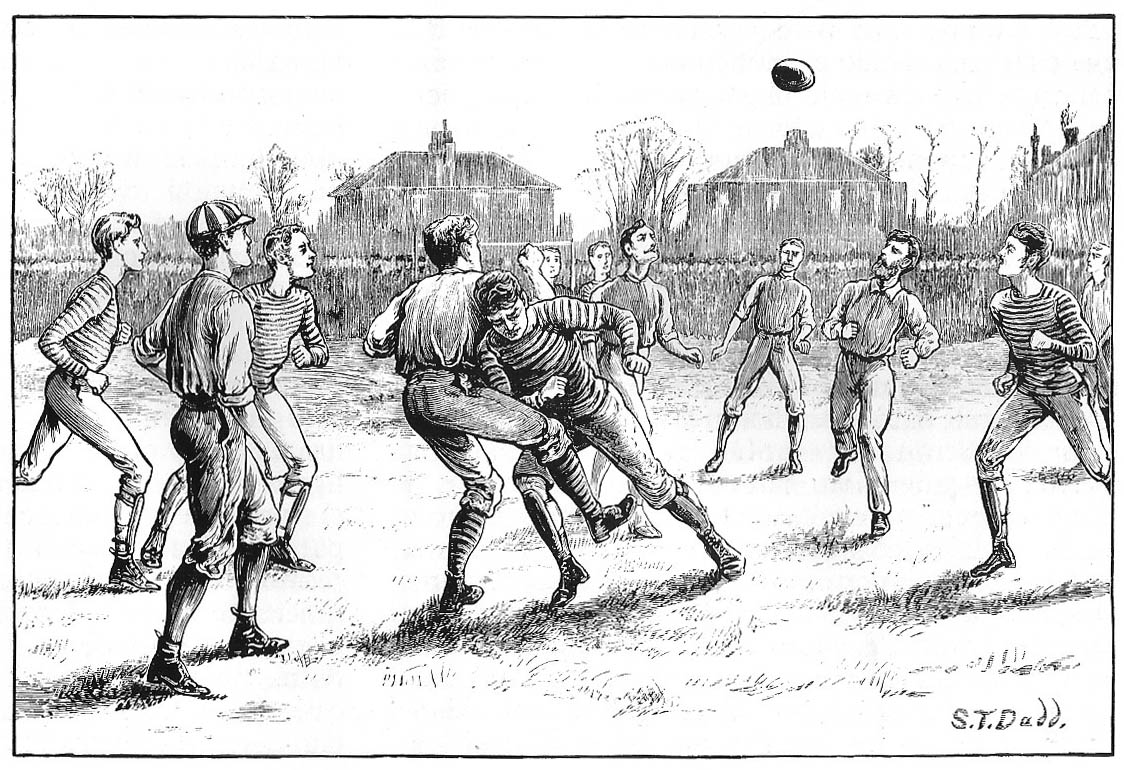
تصویری از مسابقه بین اولد اتونیانس و بلکبرن روورز

آنها که توسط لرد کیننیرد تأسیس شدند، آخرین باشگاه آماتور یا "آبی واقعی" بودند که در ۲۵ مارس ۱۸۸۲ با شکست ۱–۰ بلکبرن روورز در اووال با گل ویلیام اندرسون جام حذفی را بردند. آنها سال بعد پس از وقت اضافه به باشگاه بلکبرنی دیگر، المپیک بلکبرن، ۲–۱ شکست خوردند.
در مجموع، آنها شش بار در نه سال بین سال‌های ۱۸۷۵ تا ۱۸۸۳ به فینال رسیدند و دو بار پیروز شدند. آنها همچنین تعدادی بازیکن برای تیم ملی انگلیس تهیه کردند، از جمله سه بازیکن در یک بازی مقابل ولز در سال ۱۸۷۹.
آخرین حضور اولد اتونیانس در جام حذفی، دوره ۸۸–۱۸۸۷ بود.
در دوران مدرن، اولد اتونیانس جزو اعضای لیگ آرتورین (وابسته به اتحادیه فوتبال آماتور) هستند و دو تیم را در آنجا به میدان می‌برند.